# Jérôme Lejeune
Jérôme Lejeune (Montrouge, París, 1926 - 3 d'abril de 1994), metge genetista francès i pare de la genètica moderna. Va descobrir, entre altres coses, que la síndrome de Down es deu a la presència d'un cromosoma de més i va descriure la síndrome del miol de gat, deleció autosòmica terminal del braç curt del cromosoma 5.

## Biografia i aportacions científiques
Després de concloure els seus estudis de medicina, el 1952 va començar a treballar com a investigador del CNRS, del qual va arribar a ser director deu anys més tard. Es converteix en expert internacional de França sobre radiacions atòmiques.
El 1958, a l'edat de 32 anys, descobreix la primera anomalia cromosòmica en l'home: la trisomia 21.
Més tard, amb els seus col·laboradors, descobreix el mecanisme de moltes més malalties cromosòmiques, obrint així la via a la citogenètica i a la genètica moderna.
El 1964, és el primer professor de Genètica Fonamental en la Facultat de Medicina de París. L'any següent és nomenat cap del servei de la mateixa especialitat a l'hospital Necker-Enfants Malades, de la capital francesa. Allí va treballar fins a la seva mort en l'atenció als nens malalts, buscant teràpies eficaces contra les anomalies causants de subnormalitat i investigant sobre les afeccions d'origen genètic en general.
El 1974, ingressa com a membre de l'Acadèmia Pontifícia de les Ciències.
En 1981, s'integra en l'Acadèmia de Ciències Morales i Polítiques.
En 1983 s'incorpora a l'Acadèmia Nacional de Medicina.
És doctor Honoris causa, membre o premiat de nombroses acadèmies, universitats o comunitats d'intel·lectuals estrangeres. És també membre d'acadèmies estrangeres, com la de Ciències de Suècia, la nord-americana d'Humanitats i Ciències (Boston), o la Reial Societat de Medicina de Londres. Va rebre diversos guardons científics, tant a França com en altres països, ja que era reconegut com un dels primers experts mundials en genètica.
El 1994 va ser nomenat primer President vitalici de l'Acadèmia Pontifícia per a la Vida.
El seu compromís en defensa de la vida humana es traduïa en contínues intervencions públiques i en l'activitat dins de l'associació "Laissez-les vivre", de la qual va ser conseller científic i un dels promotors. També era president de "Secours aux futures mères", organització dedicada a ajudar a embarassades que es troben en situacions difícils.
El 28 de juny de 2007 es va iniciar la causa de beatificació i canonització del professor Lejeune. El procés diocesà es va concloure l'11 d'abril de 2012 a la catedral de Notre Dame de París.